# Fitur
A Feira Internacional de Turismo – Fitur é uma feira anual, realizada nos finais de Janeiro, localizada no pavilhão de congressos em Madrid IFEMA.